# رینیون آرنا
رینیون آرنا (انگلیسی: Reunion Arena) یک ورزشگاه در شهر دالاس ایالت تگزاس بود که در سال ۱۹۸۰ تأسیس شد. این ورزشگاه طی سالیان درازی میزبان تیم دالاس ماوریکس در لیگ اتحادیه ملی بسکتبال و تیم دالاس استارز در لیگ ملی هاکی آمریکا بود. رینیون آرنا در سال ۲۰۰۸ تعطیل و در ۲۰۰۹ تخریب شد.